# Oikos (Unternehmen)
Die Oikos Group ist eine deutsche Konzernholdinggruppe und zählt zu den größten Fertighausherstellern Europas. Die Unternehmensgruppe mit Sitz in Schlüchtern                                (Main-Kinzig-Kreis) vereint mehrere traditionsreiche Marken des deutschen Fertighausbaus unter einer Dachgesellschaft – darunter Bien-Zenker, Hanse Haus und Living Haus. Seit 2025 gehören auch die lichtecht GmbH sowie der neue Geschäftsbereich Oikos Objektbau GmbH zur Gruppe. Mit Vertriebsstandorten in der Schweiz und Luxemburg ist die Oikos Group zudem international tätig.

## Unternehmensstruktur
Die Oikos Group ist als mehrstufige Holdingstruktur organisiert. An ihrer Spitze steht die Oikos Holding International GmbH mit Sitz in Schlüchtern. Über mehrere Zwischenholdings werden die operativen Gesellschaften geführt. Das Portfolio der Gruppe deckt alle Phasen des Hausbaus ab: Vom Rohbau bis zum schlüsselfertigen Fertighaus bedient die Oikos Group den gesamten Markt mit hochwertigen und nachhaltigen Produkten.
Mit dem Geschäftsbereich Oikos Objektbau erweitert die Gruppe ihr Leistungsangebot gezielt auf gewerbliche Bauprojekte. Gleichzeitig positioniert sie sich mit der lichtecht GmbH als Spezialist für hochwertige 3D-Visualisierungen.

## Unter der Oikos Group laufen folgende Unternehmen
- Hanse Haus GmbH: Premiumanbieter für individuell geplante, schlüsselfertige Einfamilien- bis hin zu Mehrfamilienhäusern in Fertigbauweise[7]

- Bien-Zenker GmbH: Komplettanbieter für individuell geplante Fertighäuser[8]

- Living Haus GmbH: Spezialist für Ausbauhäusern

- Oikos Objektbau GmbH: Modulare Objektbauten für gewerbliche und öffentliche Träger

- lichtecht GmbH: Spezialist für High-End-3D-Visualisierungen

## Unternehmensgeschichte
| Die Bildung der Oikos Gruppe erfolgte schrittweise durch strategische Akquisitionen: | Die Bildung der Oikos Gruppe erfolgte schrittweise durch strategische Akquisitionen: |
| ------------------------------------------------------------------------------------ | --- |
| 2013                                                                                 | Die Münchener Industrieholding ADCURAM Group AG übernahm eine Mehrheitsbeteiligung an der Bien-Zenker AG                                                                                 |
| 2014                                                                                 | Die ADCURAM Group AG erwarb die Hanse Haus GmbH & Co. KG von der Bayerischen Hausbau/Schörghuber Unternehmensgruppe                                                                      |
| 2015                                                                                 | Start der Marke „Living Haus“ als Ausbauhaus-Spezialist |
| 2018                                                                                 | Verkauf der Fertighausgruppe an Equistone Partners Europe, Etablierung der Dachmarke „Oikos Group“ und Implementierung der mehrstufigen Holding-Struktur                                 |
| 2021                                                                                 | Übernahme durch die West Street Capital VIII, einem von Goldman Sachs Asset Management verwalteten Fonds. Umstrukturierung mit der Oikos Holding International GmbH als Obergesellschaft |
| 2025                                                                                 | Übernahme der lichtecht GmbH, einem Anbieter für 3D-Visualisierung |
| 2025                                                                                 | Oikos Objektbau GmbH als neuer Geschäftsbereich für den modularen Objektbau |
| Eigentümerstruktur                                                                   | |
| 2018–2021                                                                            | Equistone Partners Europe |
| Seit 2021                                                                            | West Street Capital Partners VIII (Goldman Sachs Asset Management) |

## Bauweise und digitale Prozesse
Die Häuser und Module der Oikos Group werden in hochautomatisierten Werken in Oberleichtersbach, Unterleichtersbach und Schlüchtern produziert. Dort kommen modernste CNC-Maschinen und Abbundanlagen in Kombination mit digital gesteuerten Produktionsprozessen zum Einsatz. Die verschiedenen Bauelemente werden in den Werken vorgefertigt und montagefertig auf die Baustellen geliefert. Dieses Vorgehen minimiert den Material- und Energieeinsatz und verkürzt zugleich die Bauzeiten deutlich.
Die lichtecht GmbH konzentriert sich auf hochwertige Architekturvisualisierungen im Immobilienbereich – von Einfamilienhäusern über Wohnanlagen, Innenräume bis hin zu Büro- und Gewerbeprojekte. Mit ihren digitalen Lösungen unterstützt sie sowohl die präzise Planung als auch die anschauliche Vermarktung von Bauprojekten.

## Nachhaltigkeit
Die Oikos Group GmbH bekennt sich zu einer verantwortungsvollen Unternehmensführung und ist seit 2022 Teilnehmer des United Nations Global Compact (UNGC).
Zentrales Instrument für die Qualitätssicherung und die Umsetzung der Managementmaßnahmen ist das integrierte Managementsystem (IMS), das seit 2019 die Einhaltung aller relevanten Werkszertifizierungen gemäß DIN EN ISO 9001, 14001, 50001 und 45001 gewährleistet. Dadurch können die Ziele aus der Nachhaltigkeitsstrategie effizient umgesetzt und dokumentiert werden.
Um Fortschritte im Bereich Umwelt, Soziales und verantwortungsvoller Unternehmensführung transparent zu dokumentieren, veröffentlicht die Oikos Group jährlich einen Nachhaltigkeitsbericht, der durch eine Wirtschaftsprüfungsgesellschaft geprüft wird.
Zu den besonders hervorzuhebenden Maßnahmen im Nachhaltigkeitskontext zählen beispielsweise die ersten QNG-zertifizierten Häuser überhaupt im Jahr 2021, der Neubau der Heizungsanlage am Standort Schlüchtern mit einer Gas-Holz-Hybrid-Heizung oder der Einsatz von etwa 90 % FSC- oder PEFC-zertifiziertem Holz.
Im Jahr 2024 konnte das erste DGNB-Zertifikat für den Neubau kleiner Wohngebäude erreicht werden.
Mit Beginn des Jahres 2025 wurde die Beheizung der Standorte in Oberleichtersbach auf den Energieträger Biomethan umgestellt.